# Saint-Malon-sur-Mel
Saint-Malon-sur-Mel (en bretó  Sant-Malon, en gal·ló Saent-Méha) és un municipi francès, situat a la regió de Bretanya, al departament d'Ille i Vilaine. L'any 2006 tenia 527 habitants.

## Demografia
| 1962                                       | 1968 | 1975 | 1982 | 1990 | 1999 |
| ------------------------------------------ | ---- | ---- | ---- | ---- | ---- |
| 464                                        | 554  | 492  | 449  | 447  | 447  |
| Des de 1962: població sense dobles comptes |      |      |      |      |      |

## Administració
| Període | Identitat       | Partit |
| ------- | --------------- | ------ |
| 2001-   | Marcel Cœurdray |        |